# Vuelo 301 de Lloyd Aéreo Boliviano
El vuelo 301 de Lloyd Aéreo Boliviano fue un vuelo chárter de pasajeros programado regularmente desde el Aeropuerto Internacional El Alto en La Paz, al Aeropuerto Capitán Aníbal Arab en Cobija. En la mañana del 1 de febrero de 2008, el Boeing 727-259 que operaba este vuelo se quedó sin combustible mientras se aproximaba al Aeropuerto Jorge Henrich Arauz de Trinidad como ruta alternativa. La aeronave realizó un aterrizaje forzozo en una zona pantanosa a pocos kilómetros del aeropuerto. Las 156 personas a bordo sobrevivieron, mientras que dos personas solo sufrieron heridas leves.
Sin contar el vuelo 980 de Eastern Air Lines, este fue el primer accidente de magnitud de un Boeing 727 en territorio boliviano, y el primero causado por falta de combustible. Ocho años después, el 28 de noviembre de 2016, el vuelo 2933 de Lamia se estrellaría también por falta de combustible mientras recorría la ruta Santa Cruz–Bogotá.

## Antecedentes

### Aeronave

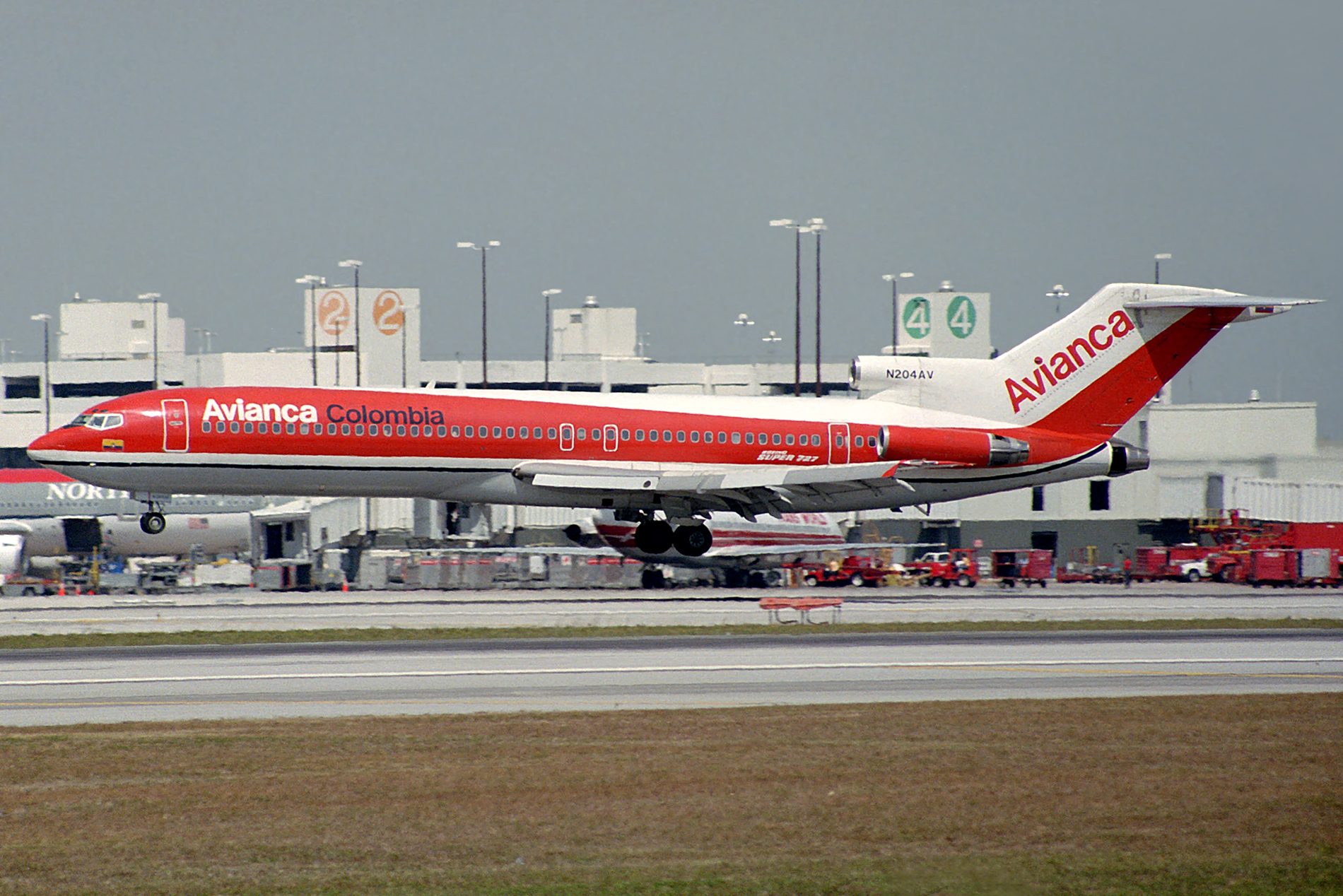
La aeronave involucrada, mientras estaba en servicio para Avianca, en marzo de 1992

La aeronave era un Boeing 727-259 operado por aerolínea boliviana Lloyd Aéreo Boliviano. El avión fue fabricado en 1980, con número de serie 22475 y equipado con motores Pratt & Whitney JT8D-17R. El avión fue entregado a Avianca el 4 de diciembre de 1980 (N204AV). El 14 de diciembre de 1993, fue entregado a Capitol Air Express. Después fue entregado a Sun Country Airlines el 1 de octubre de 1994 (N289SC). El 28 de diciembre de 2002 fue adquirido por LAB y rematriculado como CP-2429.

### Pasajeros y tripulación
A bordo habían 151 pasajeros y una tripulación compuesta por cinco personas:
- Comandante: Roberto Lobo Gómez, quien llevaba 29 años trabajando para la aerolínea.[6]
- Primer oficial: Javier Gandarillas.[7]
- Auxiliares de vuelo: Eglin Núñez, María Eugenia Quispe y una persona no identificada.[8]

### Problemas y paralización
En 2006 la aeronave entró en mantenimiento en el Aeropuerto Internacional Jorge Chávez en Lima, Perú. Después del mantenimiento, se inició el proceso de reincorporación, durando alrededor de dos meses, y volviendo a entrar en servicio el 4 de junio de 2007.
En cuanto a la aerolínea, Lloyd Aéreo Boliviano, que tiene una participación parcial del Estado Boliviano, se mantuvo paralizada desde finales de marzo de 2007, debido a dificultades de liquidez y seguridad. Recientemente, reanudó sus operaciones con vuelos chárter en medio de un conflicto con las autoridades de la aviación local debido a la supuesta falta de los permisos pertinentes.

## Accidente
El vuelo había sido alquilado por Transporte Aéreo Militar (TAM) para trasladar a pasajeros varados debido a los cortes de rutas en el marco de los vuelos solidarios habilitados por esa empresa. El avión despegó desde el Aeropuerto Internacional El Alto en La Paz, con destino hacia el Aeropuerto Capitán Aníbal Arab en Cobija. Los pilotos intentaron varios intentos de aterrizaje en el aeropuerto de Cobija, sin éxito. El controlador aéreo de Cobija avisó a los pilotos que el aeropuerto fue cerrado debido a condiciones climáticas adversas. Entonces decidieron desviarse hacia el Aeropuerto Teniente Jorge Henrich Arauz en Trinidad.

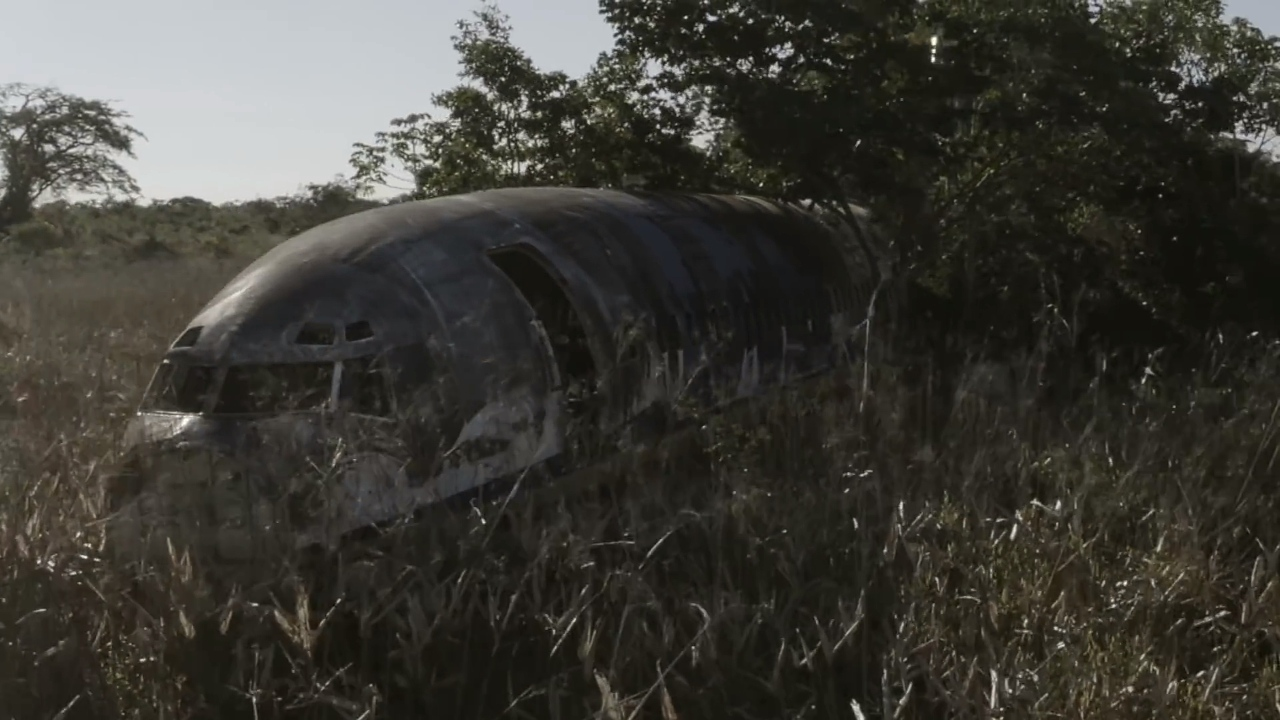
El avión sigue abandonado en el mismo lugar hasta la actualidad

En ruta hacia Trinidad, los pilotos también enfrentaron las condiciones climáticas, sin embargo, el avión se quedó sin combustible debido a la demora causada en el aeropuerto de Cobija. El capitán intentó un aterrizaje de emergencia cerca del aeropuerto de Trinidad. A las 10:35 hora local, el avión realizó un aterrizaje forzozo en una zona pantanosa aproximadamente a 4,2 km al noroeste del aeropuerto de Trinidad. A pesar del impacto, todos los 156 ocupantes sobrevivieron al accidente, solo dos personas (un pasajero y un auxiliar de vuelo) resultaron con heridas menores. Se consideró un milagro que no hubiera víctimas fatales.

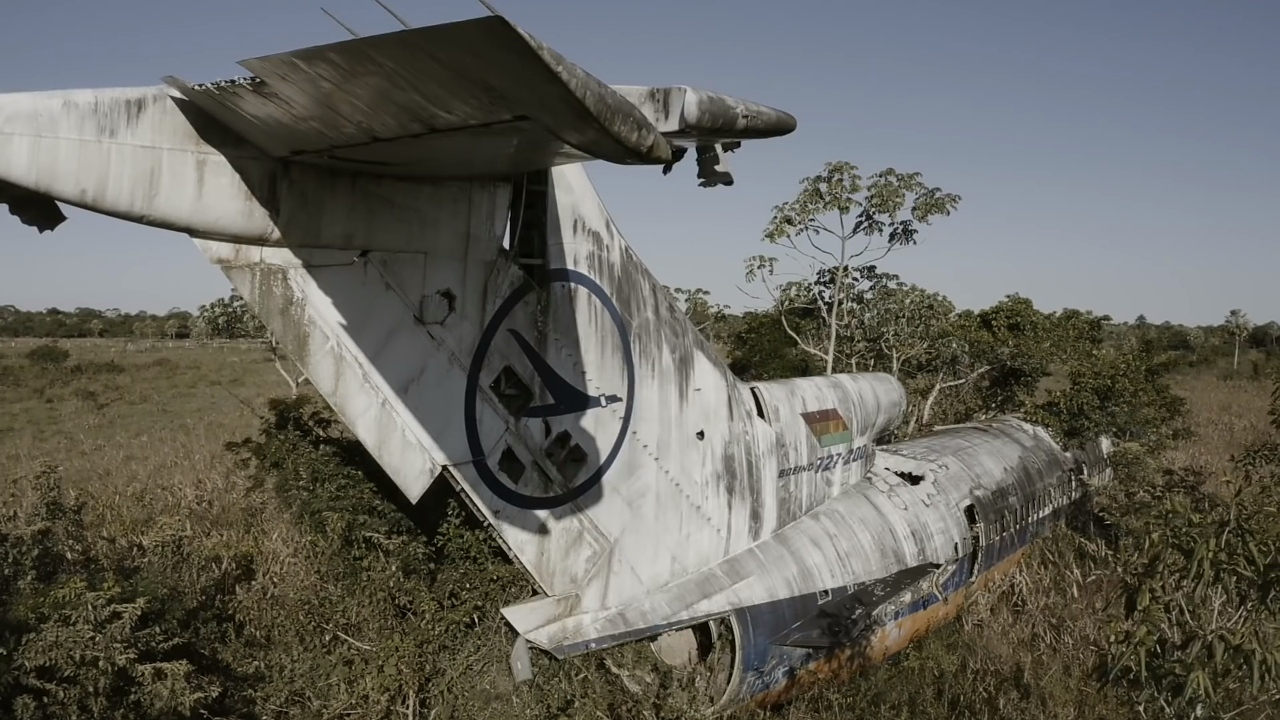
Otra vista del avión accidentado

Unos soldados de la Escuela de Sargentos Reynaldo Zeballos que realizaban prácticas en la zona, presenciaron el accidente y acudieron de inmediato a auxiliar a los pasajeros, evacuándolos y rescatando el equipaje. Se desplegaron bomberos y ambulancias para atender a los afectados. Como resultado del accidente se registraron dos personas con golpes leves, además fallecieron tres perros que viajaban en el compartimiento de carga. La aeronave quedó con ambas alas quebradas, vidrios rotos y el fuselaje deteriorado, pero sin pérdidas humanas. La aeronave fue declarada pérdida total.
En la actualidad, la aeronave ha permanecido abandonada en el mismo sitio desde el suceso. Con el paso del tiempo, numerosas personas han extraído componentes de gran valor del avión, entre ellos los motores y los asientos de la cabina. Aunque su acceso es complicado, se puede llegar al sitio del avión en función de la estación del año, y es probable que ahora el Boeing 727 sea el refugio de numerosos animales salvajes en la Amazonía boliviana.

## Investigación
La Dirección General de Aeronáutica Civil (DGAC) lideró la investigación del incidente. Un informe preliminar determinó que la causa principal fue el agotamiento de combustible: El Director ejecutivo de la AASANA, Rimort Chávez, dijo que el avión disponía de 2 horas de combustible, pero que debería disponer de 45 minutos extra de reserva, incumpliendo las normas internas de la aerolínea. El viceministro de Transporte, José Kinn, confirmó que, según el reporte oficial de la DGAC, la aeronave llegó a Trinidad con tal escasa carga de combustible que las bombas no pudieron alimentar los motores durante el aterrizaje. Además de este factor humano (fallo en la planificación de combustible), el estudio también destacó las malas condiciones meteorológicas en Cobija (lo que obligó al desvío) y un retraso técnico al despegar que consumió combustible extra. Aunque la DGAC estableció regulaciones a fin de evitar accidentes similares, éstas no se cumplieron hasta después del accidente del vuelo 2933 de LaMia el 28 de noviembre de 2016, donde un Avro RJ85 que volaba desde Santa Cruz a Medellín, se estrelló en un cerro cercano al aeropuerto debido al agotamiento de combustible. Después de este caso, se tomaron medidas de control de combustible y de capacitación de tripulaciones en la aviación civil boliviana, a fin de evitar tragedias similares.[cita requerida]

## Consecuencias
El viceministro de Transporte, José Kinn, informó que la DGAC sancionaría a la aerolínea por las irregularidades detectadas en la operación. El Director ejecutivo de LAB rechazó las conclusiones sobre la falta de combustible y responsabilizó al control aéreo de Cobija (operado por la AASANA) por dar instrucciones supuestamente erróneas, insistiendo en que el clima adverso contribuyó al incidente. LAB dejó de operar desde el incidente, pero fue habilitada para vuelos chárter, sin permiso para reanudar los comerciales.